# Дорога (фільм, 1975)
«Дорога» — радянський художній телефільм 1975 року, знятий на Свердловській кіностудії.

## Сюжет
Олена і Паша приїжджають в рідне місто дівчини, щоб подати заяву на розлучення. Паша не розуміє мотивів розлучення і дуже засмучується з цього приводу. Але в РАГСі кажуть, що необхідно почекати 3 місяці. Молоді люди вирішують на цей час залишитися в місті і домовляються не зустрічатись і не спілкуватися. Вони обидва влаштовуються на будівництво великої дороги, і з цього моменту їх доля кардинально змінюється…

## У ролях
- Борис Невзоров — Павло Андрєєв, чоловік Олени, будівельник
- Наталія Богунова — Олена, дружина Павла
- Олена Козлітіна — Сергєєва, телефоністка, комсомолка-активістка
- Володимир Нікітін — Льоша, робітник
- Михайло Кузнецов — Іван Федорович, начальник будівництва
- Микола Погодін — Петро Никифорович Клюєв, бригадир
- Світлана Жгун — Галина, бригадир
- Сергій Приселков — робітник, який приїхав з Києва
- Ольга Ніколаєва — Олена Францівна, секретар Івана Федоровича, що йде на пенсію
- Володимир Козєлков — робітник з місцевих
- Анатолій Ігонін — робітник
- Станіслав Бородокін — Володя Потапов, керівник комсомольського штабу будівництва
- Ніна Озорніна — Ніночка
- Валеріан Виноградов — будівельник
- Ксенія Мініна — Клава, сусідка Галини по гуртожитку

## Знімальна група
- Режисер-постановник — Леонід Попов
- Сценарист — Юрій Дмитрієв
- Оператор-постановник — Вадим Михайлов
- Композитори — Ілля Катаєв, Лев Прісс
- Художник-постановник — Віктор Мушников